# Стивенс, Реймонд
Реймонд Стивенс (англ. Raymond Stevens; род. 26 июля 1963, Камберли, Суррей) — британский дзюдоист, чемпион и призёр чемпионатов Великобритании, серебряный призёр летних Олимпийских игр 1992 года в Барселоне, участник двух Олимпиад.

## Карьера
Выступал в полусредней (до 78 кг), средней (до 86 кг) и полутяжёлой (до 95 кг) весовых категориях. Чемпион (1984, 1986 годы), серебряный (1987) и бронзовый (1981-1983) призёр чемпионатов Великобритании. Победитель и призёр международных турниров. Серебряный призёр чемпионата Европы 1994 года в Гданьске. Победитель Игр Содружества 1990 года в Окленде.
На летних Олимпийских играх 1992 года в Барселоне Стивенс завоевал серебряную медаль. На следующей Олимпиаде в Атланте британец победил египтянина Басселя Эль-Гарбави, но проиграл голландцу Бену Соннемансу и стал на этой Олимпиаде 17-м.